# Luz (revista)
Luz fou una revista publicada entre els anys 1897 i 1898. Malgrat la seva curta durada va tindre força rellevància en la ideologia catalana de finals del segle xix. Des dels seus inicis va estar lligada al moviment modernista, i més tard, ja a la seva segona etapa al simbolisme i decadentisme. En relatiu a aquest aspecte va destacar el seu constant enfrontament amb la revista Catalonia, partidària d'un fort catalanisme ideològic i polític, així com més inclinada cap al vessant vitalista del modernisme; rebutjant moltes vegades les idees estètiques lligades als corrents simbolistes i decadentistes.
Va destacar per les col·laboracions de grans artistes contemporanis locals i estrangers; i les publicacions de números especials dedicats a figures rellevants com el número 5 de la segona època dedicat a Puvis de Chavannes.
Cal fer esment a la seva importància com a publicació pionera, que més tard va servir com a base a posteriors publicacions com: Quatre Gats (1898), Pèl & Ploma (1899-1904) i Joventut (1899-1906).

## Naixement de la publicació
Malgrat el seu títol en castellà, la revista Luz va ocupar un paper fonamental dintre del moviment literari i intel·lectual català dels darrers anys del segle xix. Els seus fundadors van ser l'escriptor Josep Maria Roviralta i Alemany, i el pintor Darío de Regoyos. Roviralta, va destacar per la seva posició com a gran industrial i mecenes de les arts. Era un entusiasta del Modernisme, fins al punt de ser un dels autors de referència del moviment amb la seva publicació el 1902 del llibre “Boires Baixes”.

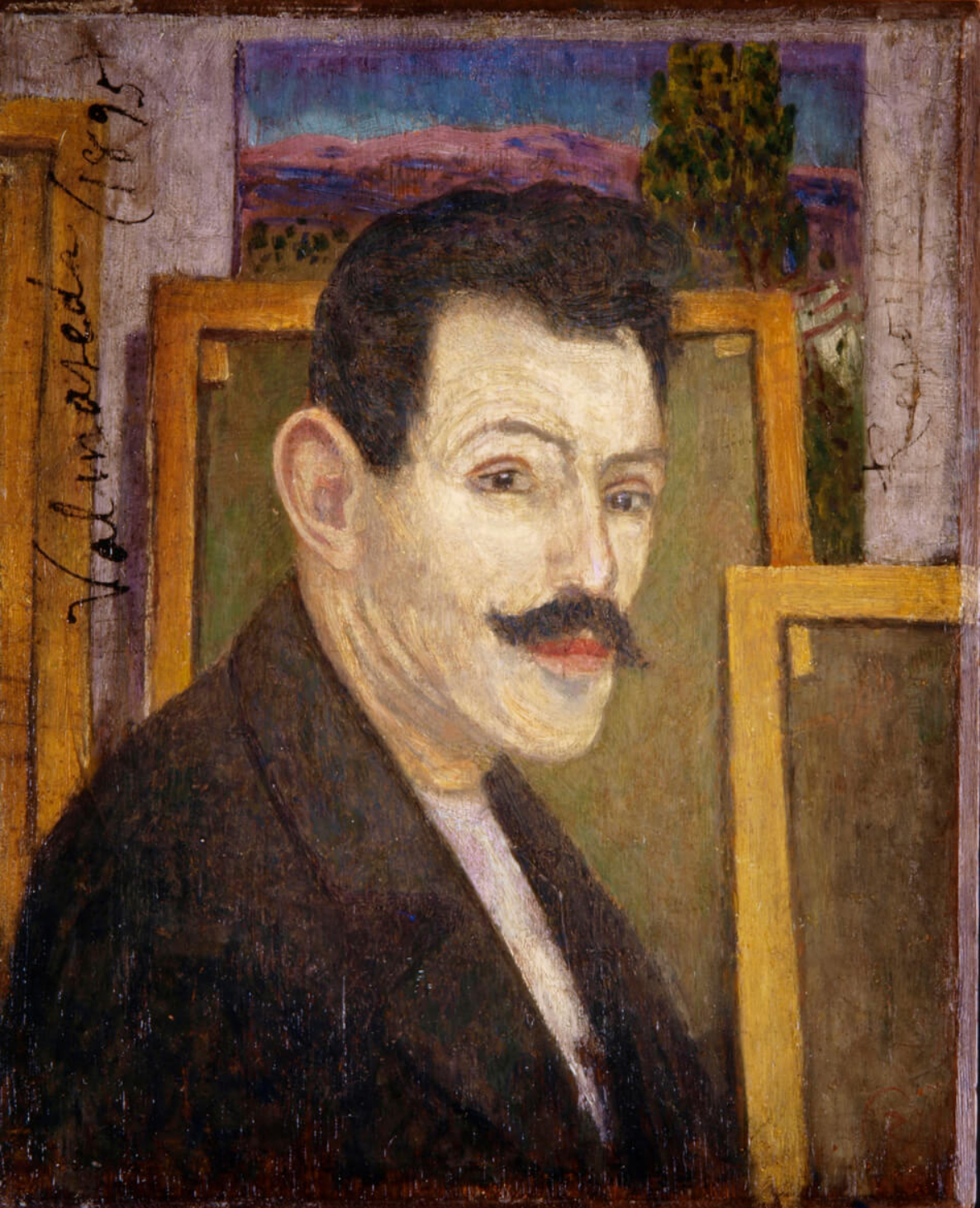
Autoretrat de Darío de Regoyos

 Es tracta d'una mena de drama poètic amb el Modernisme com a teló de fons. Molts autors l'han considerat irrepresentable per la seva complexitat de trama, i amb certs tocs maeterlinckians. La publicació anava acompanyada d'il·lustracions de Lluís Bonnin i una partitura musical obra d'Enric Granados. Luis Cabañas Guevara, fa una descripció de Roviralta i de la fundació de la revista:"Roviralta, un alborozado estudiante, ostentaba aparatosas chalinas, un chamberguillo, y fumaba, sempiternamente, la pipa. Escribe, dibuja, pinta y se prodiga en ingeniosidades y absurdos. Vivía humildemente y todavía no era rico más que en ensueños. Amigo de Regoyos, concibieron, los dos, la fundación de una revista reflectora del arte nuevo, y salió Luz, de forma rectangular, profusamente alargada. Ni redactores ni dibujantes permanentes; Bonnin hacía sutiles dibujos, y Roviralta, amparado en los seudónimos “Aldebarán” y “Jose María Blanca”, llenaba la mitad de la revista. Junto a los fotograbados, se presentaba la vieja aristocracia de aquellos sabrosos grabados de madera que encantaron a nuestros padres.
"En la colaboración de Luz… resaltaban las firmas de Maragall, Pérez-Jorba, Adrián Gual y Alejandro Riquer. Marquina tradujo los “Yambos” de Andrés Chénier. Se dedicó un número a Puvis de Chabannes, e “Ifigenia en Taurida”, de Goethe, traducida por Maragall; otro a Maeterlinck. Luz vivió un año… 
"Regoyos y Roviralta concertaron la publicación en Luz y la edición, aparte, de “La España negra”, del poeta belga Verhaeren. Regoyos, tan inteligente como buenazo, la tradujo y la ilustró, imponiendo la nota oscura."

## Format gràfic
Pel que fa a les característiques formals de la revista, com va indicar Cabañas, destacà per l'originalitat del seu format allargat, 331x128 mm. Estava formada per dotze pàgines, en què els textos tenien la mateixa importància que les il·lustracions. El primer número va sortir a la venda el 15 de novembre de 1897. La seva publicació va patir una interrupció, per la qual cosa es considera que va tindre dues èpoques o etapes. La primera des del 15 de novembre de 1897 al 31 de gener de 1898, i la segona entre la segona setmana d'octubre de 1897 i la darrera setmana de desembre de 1898. Amb la segona etapa de publicació, també es va començar una nova numeració. En total es van publicar 18 números. A la primera etapa, en que apareixia quinzenalment, sis números; i a la segona, en que era setmanal, dotze. En el relatiu al seu preu, estava dins del que era habitual a l'època, 10 cèntims a la primera etapa, i 15 a la segona.
- Comparació dels diferents tipus de format de revistes contemporànies, on destaca la forma allargada de Luz (331x128 mm), vers altres revistes com La Ilustración Ibérica, o Catalònia (280x190 mm).

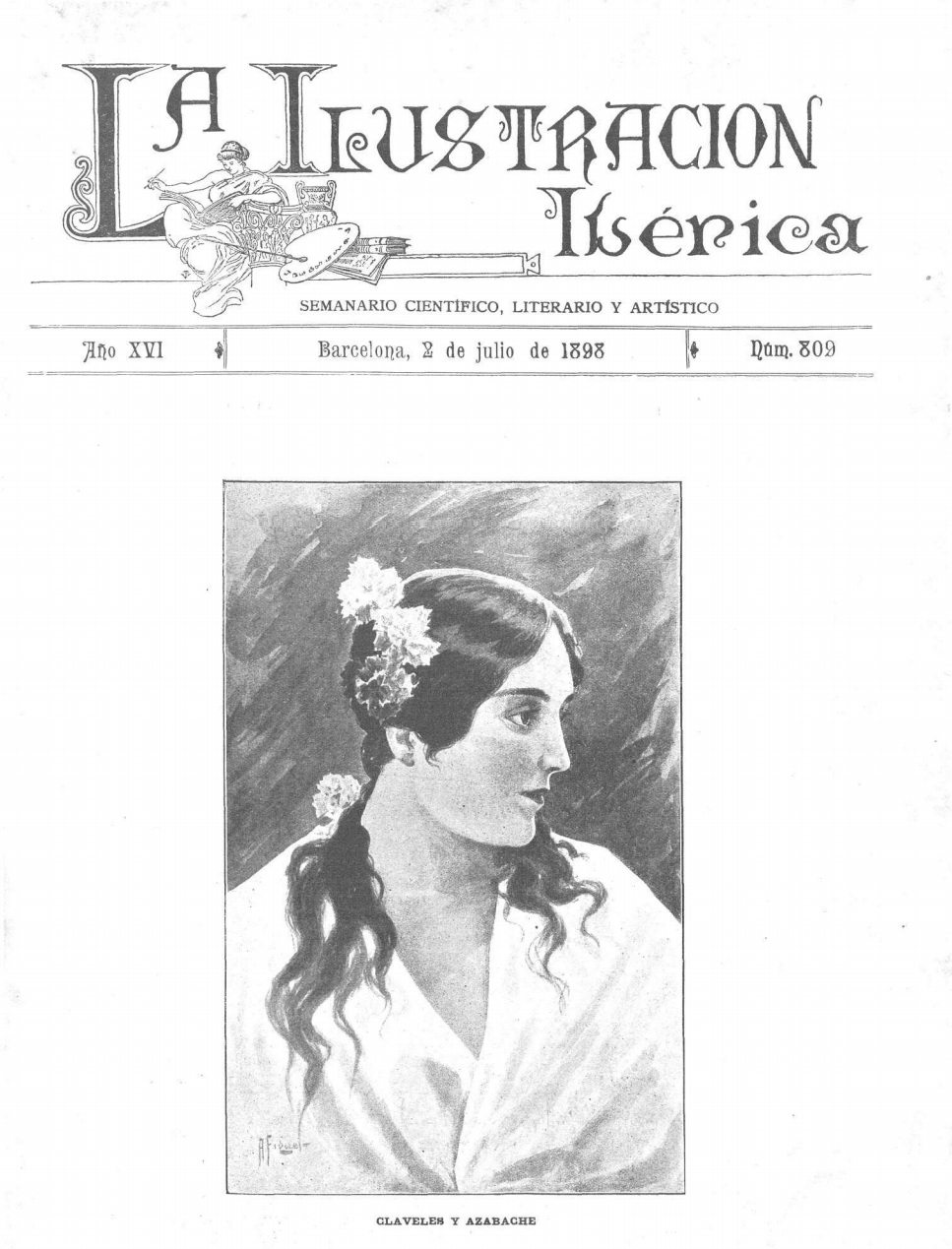
Portada del número 809, del setmanari La Ilustración Ibérica, 1898
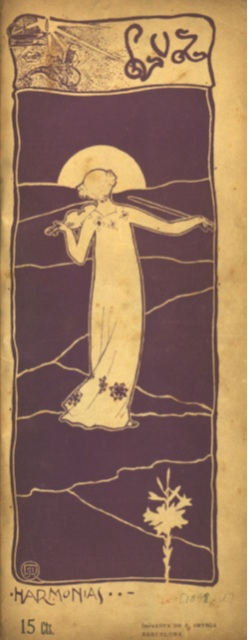
Portada del número 1 de la segona època de la revista Luz, 1897.
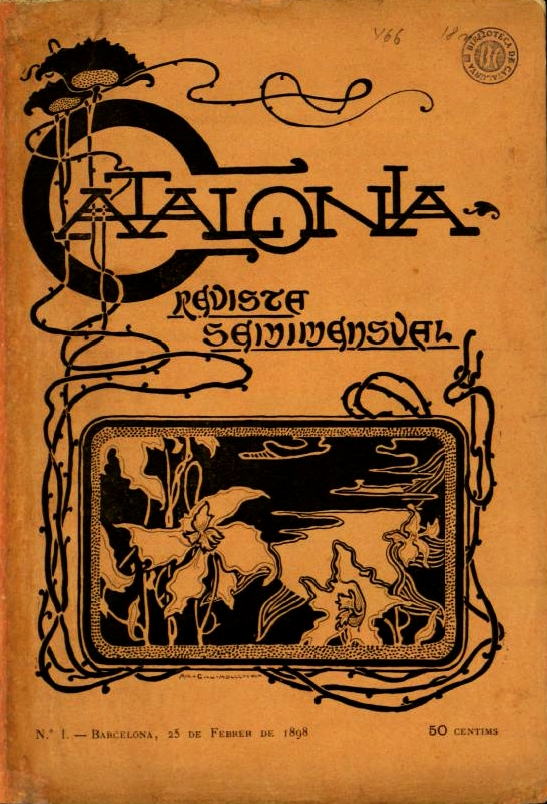
Portada del número 1 de la revista Catalònia, 1898.

## Ideologia
Aquest format característic, va contribuir a la seva identificació amb una exquisidesa decadent de forma immediata. Això també va fer que es reforcés i consolidés la identificació del modernisme i el decadentisme, i a la vegada es va considerar com una excentricitat, prestant-se millor que el vitalisme ibseniano-nietzscheà a la paròdia. El 1898, representa un any clau per al modernisme, en què es produeix una dicotomia entre els corrents vitalista i decadentista. A més aquesta data coincideix amb la desaparició de diverses figures fonamentals dins del decadentisme, així com el simbolisme, com P. Puvis de Chavannes, S. Mallarmé o G. Moureau. Això influirà directament en els continguts de la revista que arribarà a dedicar fins i tot números sencers a aquestes personalitats, com el cas de Puvis de Chavannes.
Posteriorment, fruit d'una creixent agressivitat i intolerància dels partidaris del decadentisme, la revista sorgirà a la seva segona època com un òrgan de propaganda d'aquest corrent. Aquesta reacció antidecadent estigué present en altres publicacions contemporànies com Catalonia, on es va matisar concretament allò que es rebutjava; tal com afirma J. Castellanos no és el simbolisme i decadentisme com a tal, sinó el “simbolisme abstracte” i el “decadentisme anihilador”.
Miquel Utrillo en la presentació de la segona etapa fa les següents declaracions: "como está en nuestra misma esencia (el modernisme) simpatizar con todo cuanto se haga en Arte, nunca atacaremos despiadadamente a los que, dentro o fuera de España, nos hayan iluminado con algún nuevo destello, por tenue que sea".
Amb aquestes paraules deixa entreveure clarament que altres publicacions amb les seves crítiques dels simbolistes sí que han traït el principi fonamental del modernisme, a més Utrillo afegeix que s'està referint a uns recents atacs contra Mallarmé i Verlaine. Encara que no esmenta ningú, és indubtable que fa referència a l'article de Pérez Jorba a la revista Catalònia. A partir del número 8 de la segona època, la revista canvia de direcció quan passen a ser-ne els redactors principals els joves escriptors Eduardo Marquina i Luis de Zulueta, introduint el vitalisme com a fil conductor de la publicació. Aquest canvi progressiu és present en el mateix número 8 amb un poema vitalista de Marquina, que encara s'alterna amb traduccions de Verlaine; al número 9 ja apareixen dos poemes vitalistes, un de Marquina i l'altre de Zulueta; al 10, un llarg poema de Marquina “La canción triunfal de las ideas”; l'11 comença amb un fragment de l'antisimbolista ¿Qué es el arte?, de Tolstoi, i dos poemes de Marquina i Zulueta; el 12 s'obre amb un comentari sobre el mateix llibre de Tolstoi, al qual s'afegeixen dos poemes novament de Marquina i Zulueta, i el debut literari d'un amic d'aquests, Josep Pijoan, amb un escrit de caràcter nietzschià “Canto de Prometeo delante de la llama de la Vida”.
En els darrers números també cal fer esment als escrits de la España Negra de E. Verhaeren, fets el 1888 durant un viatge a la península en companyia de D. de Regoyos. Aquestes publicacions però, es van veure interrompudes per la sobtada desaparició de la revista, i serien publicades l'any següent, el 1899 en una edició definitiva sota el mateix nom a càrrec del mateix Regoyos.

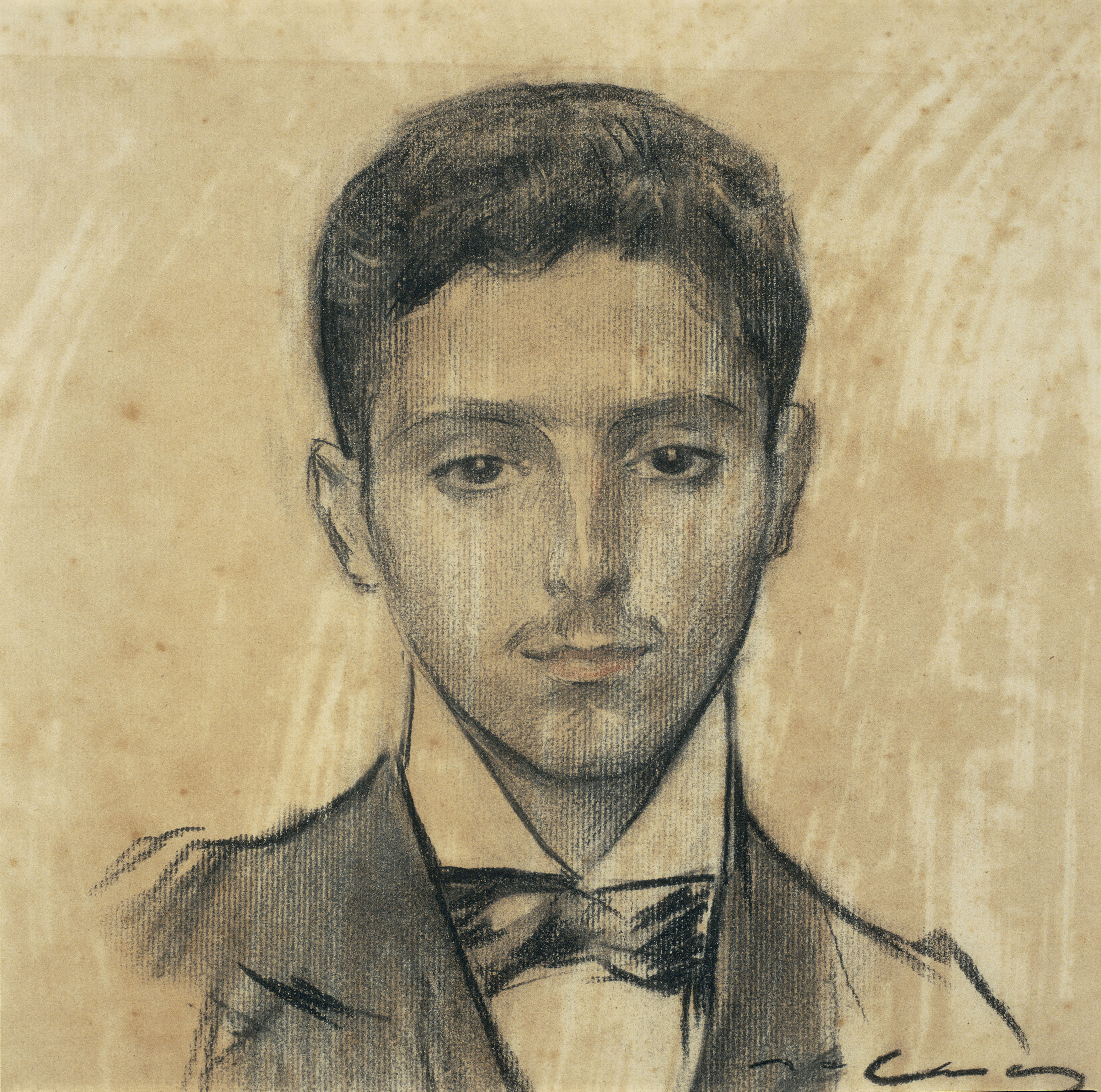
Retrat de Josep Pijoan per Ramon Casas (MNAC)

### Temàtica
Temàticament, destaquen els textos decadentistes i les traduccions de Verlaine i Maeterlinck, ídols dels fundadors de la revista, en els quals es van inspirar en nombroses ocasions. Paral·lelament, la revista va prendre el caràcter de portaveu del Modernisme més radical, que es manifestava públicament en les arquitectures, obres d'art i vestimenta dels seus autors i seguidors. Al primer número de la revista, els seus fundadors van publicar un manifest, al·legant que no es consideraven, ni era la seva voluntat ser polítics, filòsofs, ni crear res de nou; però sí ser el “portaestandarte de todo lo nuevo”. Encara que, el principal mèrit de Luz tal com afirma Cabañas, és haver servit de precedent i font directa a posteriors publicacions de gran rellevància com Quatre Gats (1898), Pèl & Ploma (1899-1904) i Joventut (1899-1906).

## Col·laboradors
Els articles que la formaven estaven escrits tant en castellà com en català, destacant aquests darrers per la rellevància dels seus autors. A més dels esmentats per Cabañas, cal fer esment a altres com Santiago Rusiñol, Enric de Fuentes, Josep Pijoan, Jaume Massó i Torrents i Josep Aladern. Respecte als il·lustradors, van col·laborar-hi Isidre Nonell, Ricard Canals, Eveli Torent i Ricard Opisso.
A banda dels articles pertinents, a cada número de la revista es publicava una secció de “Cançons populars catalanes”, harmonitzades pel mestre Joan Gay.

## Relació de continguts
| Número de la revista              | Autor                                     | Ocupació                                                     | Nacionalitat | Obra |  |
| --------------------------------- | ----------------------------------------- | ------------------------------------------------------------ | ------------ | --- |  |
| Luz. Año 1, num. 1 (15 nov. 1897) | Santiago Rusiñol i Prats (1861-1931)      | Pintor, dramaturg                                            | Espanyola    | "Una juerga trista" del llibre "Oracions" |  |
| Luz. Año 1, num. 1                | Josep Maria Roviralta Alemany (1880-1960) | Empresari i Editor de la revista “Luz” entre d'altres        | Espanyola    | Text on la redacció explica la seva vida i obra |  |
| Luz. Año 1, num. 1                | Doménikos Theotokópoulos (1541-1614)      | Pintor                                                       | Grega        | "Retrato de caballero desconocido" 1603-1607 |  |
| Luz. Año 1, num. 1                | Eugène Grasset (1845-1917)                | Il·lustrador, pintor, escultor                               | Suïssa       | Cartell Publicitari |  |
| Luz. Año 1, num. 1                | Juan Quirós de los Rios                   | Escriptor i poeta                                            | Espanyola    | "La niña y el ave" |  |
|                                   |                                           |                                                              |              | |  |
| Luz. Año 1, num. 2 (30 nov. 1897) | Jaime Massó Torrents (1863-1943)          | Escriptor (Fundador de revista L'Avenç)                      | Espanyola    | Text on s'explica la seva vida i obra i Fragment de "Le llibre del cor” i també “Els abets” |  |
| Luz. Año 1, num. 2                | Santiago Rusiñol (1861-1931)              | Pintor, dramaturg, escriptor                                 | Espanyola    | Cartell |  |
| Luz. Año 1, num. 2                | Josep Maria Roviralta Alemany (1880-1960) | Pintor i il·lustrador                                        | Espanyola    | Retrat d'Enric Morera |  |
| Luz. Año 1, num. 2                | León-Louis Oury (1846-1929)               | Pintor, gravador                                             | Francesa     | "Retrato de caballero desconocido" 1603-1607 |  |
| Luz. Año 1, num. 2                | Jaime Pahissa Laporta (1846-1928)         | Pintor i il·lustrador                                        | Espanyola    | Il·lustrador del conte “Hedalina” |  |
| Luz. Año 1, num. 2                | León-Louis Oury (1846-1929)               | Pintor, gravador                                             | Francesa     | "Retrato de caballero desconocido" 1603-1607 |  |
|                                   |                                           |                                                              |              | |  |
| Luz. Año 1, num.3 (15 dic. 1897)  | Adrià Gual (1872-1943)                    | Dramaturg, pintor, escenògraf i empresari                    | Espanyola    | Text on la redacció explica la seva vida i obra. Fragment de poesia inèdita“Flors”. Il·lustrat amb cartells de Gual: “IV Exposició Belles arts de Barcelona”,“Sociedad Catalana de Conciertos” i “Nocturn” |  |
| Luz. Año 1, num. 3                | Josep Maria Roviralta Alemany (1880-1960) | Empresari i Editor de la revista “Luz” entre d'altres        | Espanyola    | Text sobre Adrià Gual |  |
| Luz. Año 1, num. 3                | Théophile Alexandre Steinlen (1859-1923)  | Pintor i litògraf                                            | Francesa     | Il·lustracions d'una de les pàgines de “Le rire” (1894-1950) popular diari francès |  |
| Luz. Año 1, num. 3                | Eugène Grasset (1845-1917)                | Il·lustrador, escultor, pintor                               | Francesa     | Dos “affiches” de la “Revue des Arts Decoratifs” (1880-1902) revista francesa |  |
| Luz. Año 1, num. 3                | Eugène Grasset (1845-1917)                | Il·lustrador, escultor, pintor                               | Francesa     | Dos “affiches” de la “Revue des Arts Decoratifs” (1880-1902) revista francesa |  |
|                                   |                                           |                                                              |              | |  |
| Luz. Año 1, num.4 (31 dic. 1897)  | Eugène Grasset (1845-1917)                | Il·lustrador, escultor, pintor                               | Francesa     | Text de la redacció explicant la seva vida i obra amb un retrat seu, fet per ell mateix per a la revista “Revue des Arts Decoratifs”(1880-1902) i a la mateixa publicació també gravat “La caza”           |  |
| Luz. Año 1, num.4                 | Josep Maria Roviralta Alemany (1880-1960) | Empresari i Editor de la revista “Luz” entre d'altres        | Espanyola    | Text sobre Eugène Grasset |  |
| Luz. Año 1, num.4                 | Georges Rochegrosse (1859-1938)           | Pintor i il·lustrador                                        | Francesa     | Litografia “French Opera House” 1897 |  |
| Luz. Año 1, num.4                 | Miquel Utrillo (1862-1934)                | Enginyer, pintor, decorador, il·lustrador                    | Espanyola    | Cartell d'anunci per al local p “Els quatre gats” 1897 |  |
| Luz. Año 1, num.4                 | Ramon Casas (1866-1932)                   | Pintor                                                       | Espanyola    | Cartell d'anunci del local “Els quatre gats” 1897 |  |
|                                   |                                           |                                                              |              | |  |
| Número 5 (15 gen. 1898)           | Alfons Maria Mucha (1860-1939)            | Pintor, il·lustrador, decorador                              | Txeca        | Fragment del paraven decoratiu per a la casa de J. Pons |  |
|                                   | Alphonse Daudet (1840-1897)               | Novel·lista                                                  | Francesa     | Text on la redacció explica la seva vida i obra |  |
|                                   | Victor Hugo (1802-1885)                   | Poeta, dramaturg i novel·lista                               | Francesa     | Poema “Le voile”(El vel) de 1829 |  |
|                                   | Jules Chéret (1836-1932)                  | Il·lustrador de pòsters                                      | Francesa     | Litografia, “Lidia Alcazar d'Ete” 1895-96 |  |
|                                   | Miquel Utrillo (1862-1934)                | Enginyer, pintor, decorador, il·lustrador                    | Espanyola    | Cartell “La fada” 1897 |  |
|                                   | Ricardo Opisso Sala (1880-1966)           | Pintor i dibuixant                                           | Espanyola    | Il·lustracions del text “La mala” |  |
|                                   |                                           |                                                              |              | |  |
| Número 6 31 enero 1898            | Ricardo Opisso Sala (1880-1966)           | Pintor i dibuixant                                           | Espanyola    | Il·lustracions text:”¿Amor?” |  |
|                                   | Josep Maria Roviralta Alemany (1880-1960) | Empresari i Editor de la revista “Luz” entre d'altres        | Espanyola    | Text “¿Amor?”; text sobre Juan Gay i Josep Lapeyra |  |
|                                   | Juan Gay i Planella (1867-1926)           | Compositor i director de l' Institució Catalana de la Música | Espanyola    | Text on la redacció explica la seva vida i obra. I fragment de partitura de la seva obra “Les mares” |  |
|                                   | Josep Lapeyra i Rubert (1861-1924)        | Compositor i director de l'Institució Catalana de Música     | Espanyola    | Text on la redacció explica la seva vida i obra. I fragment de partitura de la seva obra “Els segadors” |  |
|                                   | Alfred Choubrac (1853- 1902)              | Il·lustrador de pòsters i litògraf                           | Francesa     | Cartell per a l'òpera “Lohengrin” 1891 de Richard Wagner |  |
|                                   | Adrià Gual (1872-1943)                    | Dramaturg, pintor, escenògraf i empresari                    | Espanyola    | Explicació de l'argument per part de la redacció de la seva obra “Silenci”(1898) |  |
|                                   | Albert Lynch (1851-1950)                  | Pintor                                                       | Peruana      | Obra “Witilda” |  |
|                                   | Agustin-Alexandre Dumont (1801-1884)      | Escultor, i creador del diari “Le Gil Blas”                  | Francesa     | Pàgina del diari francès “Le Gil Blas” |  |
|                                   | Eugène Grasset (1845-1917)                | Il·lustrador, escultor, pintor                               | Francesa     | Il·lustració |  |
|                                   | Ferdinand Mifliez Misti (1865-1923)       | Litògraf i il·lustrador                                      | Francesa     | Programa il·lustrat del Music Hall “Olympia” de 1897 |  |

| Número de la revista             | Autor                                                  | Ocupació                                                     | Nacionalitat | Obra |  |
| -------------------------------- | ------------------------------------------------------ | ------------------------------------------------------------ | ------------ | --- |  |
| Luz. Año 2, num. 1 (07 oct 1898) | Théo van Rysselberghe (1862-1926)                      | Pintor                                                       | Francesa     | Pòster per la Galeria Lembrée 1897 |  |
|                                  | Josep Maria Roviralta Alemany (1880-1960)              | Empresari i Editor de la revista “Luz” entre d'altres        | Espanyola    | Text “Santiago Rusiñol en fulls de la vida” |  |
|                                  | Ramón Pichot i Gironès (1871-1925)                     | Pintor                                                       | Espanyola    | “Retrat de Santiago Rusiñol” 1898 i il·lustració del text “Ànimes enamorades” |  |
|                                  | Santiago Rusiñol (1861-1931)                           | Pintor, dramaturg                                            | Espanyola    | Cartell “Fullas de la vida” 1898 i text que acompanya la partitura de “La filla del marxant” |  |
|                                  | Juan Gay i Planella (1867-1926)                        | Compositor i director de l' Institució Catalana de la Música | Espanyola    | Fragment de la partitura “La filla del marxant” i comentari sobre l'òpera de Delibes “Lakmé” |  |
|                                  | Leo Tolstoy (1828-1910)                                | Novel·lista, assagista, escriptor de novel·la curta          | Russa        | Fragment del conte “El origen del mal” |  |
|                                  | Evelio Torrent (1876-?)                                | Pintor, litògraf                                             | Espanyola    | Dibuix que acompanya “Follas novas” |  |
|                                  | Rosalia de Castro (1837-1885)                          | Poetessa i novel·lista                                       | Espanyola    | Poema “Follas novas” 1880 |  |
|                                  | Léo Delibes (1836-1891)                                | Compositor                                                   | Francesa     | “Lakmé” (1883) |  |
|                                  | Alexandre de Riquer (1856-1920)                        | Dissenyador, poeta, escriptor, pintor, grabador              | Espanyola    | Il·lustració per a òpera “Lakmé” (1883) |  |
|                                  | Bernard Sleigh (1872-1954)                             | Muralista, gravador, decorador                               | Anglesa      | Fragment de “The vale of false lovers” 1898 |  |
|                                  | Ángel Ganivet (1865-1898)                              | Escriptor i diplomàtic                                       | Espanyola    | Text on la redacció parla sobre la seva vida i obra |  |
|                                  | Luis Zulueta (1878-1964)                               | Escriptor i polític                                          | Espanyola    | Text “Paisajes” |  |
|                                  | Eduardo Marquina (1879-1946)                           | Periodista, poeta, novel·lista, dramaturg                    | Espanyola    | Text “Paisatges” |  |
|                                  |                                                        |                                                              |              | |  |
| Número 2 15 oct. 1898            | Alexandre de Riquer (1856-1920)                        | Dissenyador, poeta, escriptor, pintor, grabador              | Espanyola    | Al·legoria “La musica popular” |  |
|                                  | Miquel Utrillo (1862-1934)                             | Enginyer, pintor, decorador, il·lustrador                    | Espanyola    | Cartell “Ifigenia entre los tauros” 1898 |  |
|                                  | Johann Wolfgang von Goethe (1749-1832)                 | Poeta, novel·lista, dramaturg, científic                     | Alemanya     | Il·lustració d'un bust seu, que acompanya un text on es parla de la seva obra “Ifigenia” 1787 |  |
|                                  | Joan Maragall (1860-1911)                              | Poeta, periodista, traductor                                 | Espanyola    | Fotografia seva, acompanyant el text on es parla de l'Ifigènia de Goethe que ell ha traduït |  |
|                                  | Eduardo Marquina (1879-1946)                           | Periodista, poeta, novel·lista, dramaturg                    | Espanyola    | Text “Goethe” |  |
|                                  | Juan Gay i Planella (1867-1926)                        | Compositor i director de l' Institució Catalana de la Música | Espanyola    | Fragment de la partitura “El comte Arnau” |  |
|                                  | Ramon Casas (1866-1932)                                | Pintor, il·lustrador                                         | Espanyola    | Cartell “Fabricación de silicatos” |  |
|                                  | Josep Maria Roviralta Alemany (1880-1960)              | Empresari i Editor de la revista “Luz” entre d'altres        | Espanyola    | Text “Ramón Pichot en la ilustración de “Fulls de la vida”” |  |
|                                  |                                                        |                                                              |              | |  |
| Número 3 22 oct. 1898            | Evelio Torent (1876-1940)                              | Pintor, litògraf                                             | Espanyola    | Dibuix de la portada, “Clemencia Isaura” |  |
|                                  | Alexandre de Riquer (1856-1920)                        | Dissenyador, poeta, escriptor, pintor, grabador              | Espanyola    | Disseny de la portada per a enquadernació de “La perfecta casada” de Fray Luis de León; enquadernació de “Para ellas; colección de novelitas y cuentos originales”de Adela Sánchez de Escobar; il·lustracions i text “Crisantemas”            |  |
|                                  | Fray Luis de León (1528-1591)                          | Poeta, humanista religiós                                    | Espanyola    | Dibuix per Riquer de la seva obra “La perfecta casada” |  |
|                                  | Adela Sánchez de Escobar (1857-?)                      | Narradora, dramaturga                                        | Espanyola    | Dibuix per Riquer de la seva obra “Para ellas: colección de novelitas y cuentos originales” |  |
|                                  | Eduardo Marquina (1879-1946)                           | Periodista, poeta, novel·lista, dramaturg                    | Espanyola    | Poema “Brindis” |  |
|                                  | Juan Gay i Planella (1867-1926)                        | Compositor i director de l' Institució Catalana de la Música | Espanyola    | Fragment de la partitura “La porqueirola” |  |
|                                  | Henri Jules Ferdinand Bellery-Desfontaines (1867-1910) | Pintor, il·lustrador, litògraf                               | Francesa     | “L'imploration” 1898 |  |
|                                  | Ignasi Iglesias (1871-1928)                            | Dramaturg, poeta                                             | Espanyola    | Text “Els inconscients” |  |
|                                  | Josep Maria Roviralta Alemany (1880-1960)              | Empresari i Editor de la revista “Luz” entre d'altres        | Espanyola    | Poesia “Flors marcides” |  |
|                                  | Eleanor Fortescue-Brickdale (1872-1945)                | Pintora                                                      | Anglesa      | Gravat que acompanya text “Apuntes histórico-musicales” |  |
|                                  | Joaquin Nin y Castellanos (1879-1949)                  | Compositor, pianista                                         | Cubana       | Text “Apuntes histórico-musicales” |  |
|                                  |                                                        |                                                              |              | |  |
| Número 4 01 nov. 1898            | Josep Maria Roviralta Alemany (1880-1960)              | Empresari i Editor de la revista “Luz” entre d'altres        | Espanyola    | Dibuix de la portada, “Flors blanques” |  |
|                                  | Vincent d'Indy (1851-1931)                             | Compositor                                                   | Francesa     | Text de Gay, on es parla de la seva vida i obra |  |
|                                  | Juan Gay i Planella (1867-1926)                        | Compositor i director de l' Institució Catalana de la Música | Espanyola    | Text sobre Vincent d'Indy; fragment de partitura “L'hostal de la Peyra” |  |
|                                  | Carlos Schwabe (1866-1926)                             | Pintor                                                       | Francesa     | Il·lustració del programa de l'òpera de D'Indy “Fervaal” 1889 |  |
|                                  | Sidney Meteyard (1868-1947)                            | Pintora, i decoradora                                        | Anglesa      | Il·lustració que acompanya el text de Gay |  |
|                                  | Ricardo Opisso Sala (1880-1966)                        | Pintor i dibuixant                                           | Espanyola    | Il·lustració que acompanya “Elegía” |  |
|                                  | Camilo Bargiela (1864-1910)                            | Periodista i escriptor                                       | Espanyola    | Text “Elegía” |  |
|                                  | Gabriel Vicaire (1848-1900)                            | Escriptor i poeta                                            | Francesa     | Text “Joventud” |  |
|                                  | Friedrich Adolf Krummacher (1767-1845)                 | Teòleg, escriptor i poeta                                    | Alemanya     | Text “El milagro” |  |
|                                  | Joaquin Nin y Castellanos (1879-1949)                  | Compositor, pianista                                         | Cubana       | Text “Apuntes histórico-musicales- continuación” |  |
|                                  |                                                        |                                                              |              | |  |
| Número 5 07 nov. 1898            | Ramon Pichot (1871-1925)                               | Pintor                                                       | Espanyola    | Portada “Puvis de Chavannes” |  |
|                                  | Pierre Puvis de Chavannes (1824-1898)                  | Pintor i cofundador de la Société Nationale des Beaux-Arts   | Francesa     | Fragment de plafó decoratiu; “Victor Hugo offrant sa lyre à la ville de Paris” 1894; Plafó decoratiu inèdit; diversos dibuixos d'estudis preliminars; “Le bois sacrée”1884; “Le pauvre pêcheur” 1881; “Decollation Saint Jean Baptiste” 1869) |  |
|                                  | Eugène Carrière (1849-1906)                            | Pintor                                                       | Francesa     | “Retrato de Puvis de Chavannes” 1897 |  |
|                                  | Santiago Rusiñol (1861-1931)                           | Pintor, dramaturg                                            | Espanyola    | Text”En honor de Puvis de Chavannes” |  |
|                                  | Raimón Casellas (1855-1910)                            | Crític d'art, narrador i escriptor                           | Espanyola    | Text “Pedro Puvis de Chavannes” |  |
|                                  | Miquel Utrillo (1862-1934)                             | Enginyer, pintor, decorador, il·lustrador                    | Espanyola    | Text “Puvis de Chavannes” |  |
|                                  | Josep Maria Jordá (1870-1936)                          | Escriptor, periodista, crític d'art, marxant                 | Espanyola    | Text “El pauvre pêucheur” |  |
|                                  | Adrià Gual (1872-1943)                                 | Dramaturg, pintor, escenògraf i empresari                    | Espanyola    | Poesia “Confidencia” |  |
|                                  |                                                        |                                                              |              | |  |
| Número 6 15 nov. 1898            | Josep Maria Roviralta Alemany (1880-1960)              | Empresari i Editor de la revista “Luz” entre d'altres        | Espanyola    | Dibuix de la portada, “Idolatría”; text “Arte nuevo” |  |
|                                  | Alexandre de Riquer (1856-1920)                        | Dissenyador, poeta, escriptor, pintor, grabador              | Espanyola    | Il·lustració de l'enquadernació de “Eliodoro” de Ernesto Garcia Lavedese; text “La bacant” |  |
|                                  | Arturo Reyes (1864-1913)                               | Poeta, narrador escriptor                                    | Espanyola    | Text “Vengado” |  |
|                                  | Alexandre Hepp (1857-1924)                             | Periodista, escriptor                                        | Francesa     | Texto “Un caso de consciencia” |  |
|                                  | Edvard Munch (1863-1944)                               | Pintor gravador                                              | Noruega      | Programa de mà per a l'òpera de Henrik Ibsen “Peer Gynt” del 1896 |  |
|                                  | Juan Gay i Planella (1867-1926)                        | Compositor i director de l' Institució Catalana de la Música | Espanyola    | Fragment de la partitura de “L'anunciació” |  |
|                                  | Hans Christiansen (1866-1945                           | Pintor, decorador, gravador                                  | Alemanya     | Plafó decoratiu historia |  |
|                                  | Joaquin Nin y Castellanos (1879-1949)                  | Compositor, pianista                                         | Cubana       | Text “Apuntes histórico-musicales- continuación” |  |
|                                  | Heinrich Heine (1797-1858)                             | Poeta assagista                                              | Alemanya     | Poema “Fantasia” |  |
|                                  |                                                        |                                                              |              | |  |
| Número 7 22 nov. 1898            | Santiago Rusiñol (1861-1931)                           | Pintor, dramaturg                                            | Espanyola    | Dibuix de la portada |  |
|                                  | Jules Chéret (1836-1932)                               | Pintor, litògraf                                             | Francesa     | Pòster “Le rappel”1889 |  |
|                                  | Josep Maria Roviralta Alemany (1880-1960)              | Empresari i Editor de la revista “Luz” entre d'altres        | Espanyola    | Text de “Enrique Fuentes" |  |
|                                  | Juan Gay i Planella (1867-1926)                        | Compositor i director de l' Institució Catalana de la Música | Espanyola    | Fragment de la partitura “El mariner” |  |
|                                  | Heinrich Heine (1797-1858)                             | Poeta assagista                                              | Alemanya     | Poema “Insomnio” |  |
|                                  | Johannes Joseph Vincenz Cissarz (1873-1942)            | Pintor, gravador, decorador                                  | Alemanya     | Cartell que acompanya el text “Noche eterna” |  |
|                                  | Joaquin Nin y Castellanos (1879-1949)                  | Compositor, pianista                                         | Cubana       | Text “Apuntes histórico-musicales- continuación” |  |
|                                  |                                                        |                                                              |              | |  |
| Número 8 01 dic. 1898            | Josep Maria Roviralta Alemany (1880-1960)              | Empresari i Editor de la revista “Luz” entre d'altres        | Espanyola    | Dibuix de la portada |  |
|                                  | Dario de Regoyos (1857-1913)                           | Pintor                                                       | Espanyola    | Text on la redacció parla de la seva vida i obra.; Il·lustracions de “España negra” |  |
|                                  | Jules Chéret (1836-1932)                               | Pintor, litògraf                                             | Francesa     | Cartell “Palais du Trocadero” 1890 |  |
|                                  | Eduardo Marquina (1879-1946)                           | Periodista, poeta, novel·lista, dramaturg                    | Espanyola    | Text “El monstruo” |  |
|                                  | Paul Verlaine (1844-1896)                              | Poeta                                                        | Francesa     | Text on la redacció parla sobre la seva vida i obra; fragments “L'art poétique” de 1884 i “Vendimias” “Le squelette”, “Hosteria” |  |
|                                  | Heywood Sumner (1853-1940)                             | Pintor, il·lustrador                                         | Anglesa      | “David” esgrafiat per a església |  |
|                                  | Vincent d'Indy (1851-1931)                             | Compositor                                                   | Francesa     | Text de Gay, on es parla de la seva vida i obra |  |
|                                  | Juan Gay i Planella (1867-1926)                        | Compositor i director de l' Institució Catalana de la Música | Espanyola    | Text sobre Vincent d'Indy |  |
|                                  | William Makepeace Tackeray (1811-1863)                 | Novel·lista                                                  | Anglesa      | Text “El triunfo de la diplomacia” |  |
|                                  | Luis Zulueta (1878-1964)                               | Escriptor i polític                                          | Espanyola    | Text “Los paseos del viejo” |  |
|                                  | Émile Verhaeren (1855-1916)                            | Poeta                                                        | Francesa     | Text “España negra” 1899 |  |
|                                  |                                                        |                                                              |              | |  |
| Número 9 07 dic. 1898            | Alexandre de Riquer (1856-1920)                        | Dissenyador, poeta, escriptor, pintor, grabador              | Espanyola    | Dibuix de la portada |  |
|                                  | Isidre Nonell (1872-1911)                              | Pintor dibuixant                                             | Espanyola    | Text on la redacció parla sobre la seva vida i obra; i diverses il·lustracions de dibuixos seus |  |
|                                  | Ricard Canals (1876-1931)                              | Pintor, dibuixant gravador                                   | Espanyola    | “Retrat d'Isidre Nonell” |  |
|                                  | Émile Verhaeren (1855-1916)                            | Poeta                                                        | Francesa     | Text “España negra” 1899 |  |
|                                  | Dario de Regoyos (1857-1913)                           | Pintor                                                       | Espanyola    | Il·lustracions de “España negra” |  |
|                                  | Juan Gay i Planella (1867-1926)                        | Compositor i director de l' Institució Catalana de la Música | Espanyola    | Fragment de la partitura “El testament de n'Amelia” |  |
|                                  |                                                        |                                                              |              | |  |
| Número 10 15 dic. 1898 \|        | Alexandre de Riquer (1856-1920)                        | Dissenyador, poeta, escriptor, pintor, gravador              | Espanyola    | Dibuix de la portada |  |
|                                  | Ricard Canals (1876-1931)                              | Pintor, dibuixant gravador                                   | Espanyola    | Text on la redacció parla sobre la seva vida i obra; dibuix |  |
|                                  | Santiago Rusiñol (1861-1931)                           | Pintor, dramaturg                                            | Espanyola    | Retrat de Ricard Canals |  |
|                                  | Eduardo Marquina (1879-1946)                           | Periodista, poeta, novel·lista, dramaturg                    | Espanyola    | Text “Las ideas” |  |
|                                  | Rodrigo Soriano (1868-1944)                            | Polític, literat, advocat, diplomàtic                        | Espanyola    | Text “Caprichos” |  |
|                                  | Oskar Zwintscher (1870-1916)                           | Pintor                                                       | Alemanya     | Cartell que acompanya “Crítica estètica” |  |
|                                  | André Chénier (1762-1794)                              | Poeta                                                        | Francesa     | Text on la redacció parla de la seva vida i obra; poemes “Elegia”, “Eufrosina”, “Baco”, “Idilio”, “La joven cautiva” |  |
|                                  | Émile Verhaeren (1855-1916)                            | Poeta                                                        | Francesa     | Text “España negra” 1899 |  |
|                                  | Joaquin Nin y Castellanos (1879-1949)                  | Compositor, pianista                                         | Cubana       | Text “Apuntes histórico-musicales- continuación” |  |
|                                  |                                                        |                                                              |              | |  |
| Número 11 22 dic. 1898           | Josep Maria Roviralta Alemany (1880-1960)              | Empresari i Editor de la revista “Luz” entre d'altres        | Espanyola    | Dibuix de la portada |  |
|                                  | Luis Zulueta (1878-1964)                               | Escriptor i polític                                          | Espanyola    | Text “Los rezagados” |  |
|                                  | Johann Paul Friedrich Richter (1763-1825)              | Escriptor                                                    | Alemanya     | Text on la redacció parla de la seva vida i obra; “Un sueño”, “Pensamientos nocturnos” |  |
|                                  | Eduardo Marquina (1879-1946)                           | Periodista, poeta, novel·lista, dramaturg                    | Espanyola    | Poema “Navidad” |  |
|                                  | Émile Verhaeren (1855-1916)                            | Poeta                                                        | Francesa     | Text “España negra” 1899 |  |
|                                  | Dario de Regoyos (1857-1913)                           | Pintor                                                       | Espanyola    | Il·lustracions de “España negra” |  |
|                                  |                                                        |                                                              |              | |  |
| Número 12 29 dic. 1898 \|        | Joaquin Torres Garcia (1874-1949)                      | Pintor                                                       | Uruguaya     | Text de Martin España, dedicat a Joaquin Torres Garcia, comentant l'últim llibre de Tolstoi |  |
|                                  | Johann Paul Friedrich Richter (1763-1825)              | Escriptor                                                    | Alemanya     | Text on la redacció parla de la seva vida i obra, continuació; “Sobre la vejez”, “El deseo infinito”; “Melancolia de la juventud”, “Las flores y las hojas”                                                                                   |  |
|                                  | Alexandre de Riquer (1856-1920)                        | Dissenyador, poeta, escriptor, pintor, gravador              | Espanyola    | Il·lustració que acompanya als poemes de Richter |  |
|                                  | Émile Verhaeren (1855-1916)                            | Poeta                                                        | Francesa     | Text “España negra” 1899 |  |
|                                  | Dario de Regoyos (1857-1913)                           | Pintor                                                       | Espanyola    | Il·lustracions de “España negra” |  |
|                                  | Eduardo Marquina (1879-1946)                           | Periodista, poeta, novel·lista, dramaturg                    | Espanyola    | Text “El hijo pródigo” |  |
|                                  | José Pijoan (1880-1963)                                | Historiador de l'art, arquitecte, poeta                      | Espanyola    | Text”Canto de Prometeo” |  |

## Galeria d'imatges de les portades

### Primera època

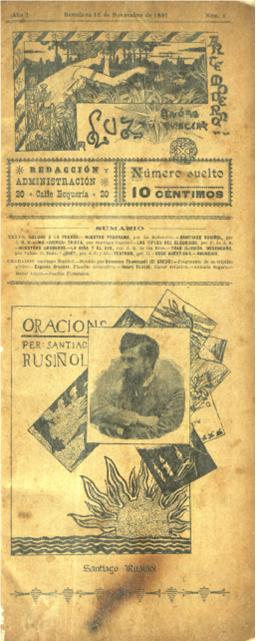
Primera època, número 1
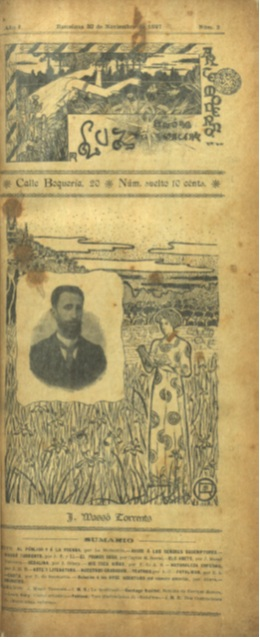
Primera època, número 2
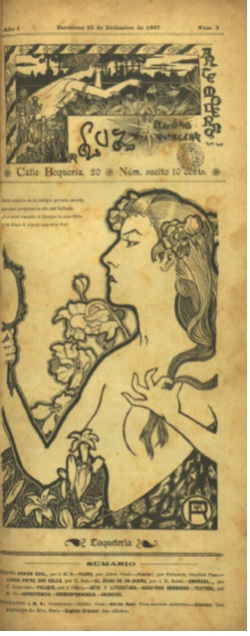
Primera època, número 3
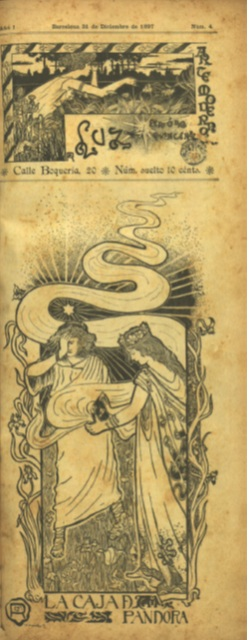
Primera època, número 4
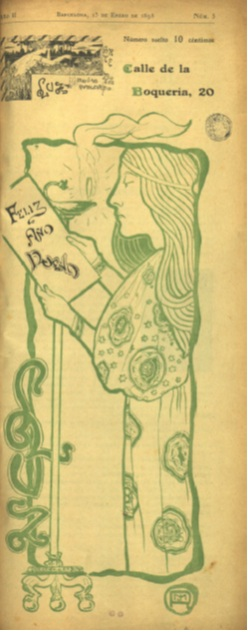
Primera època, número 5
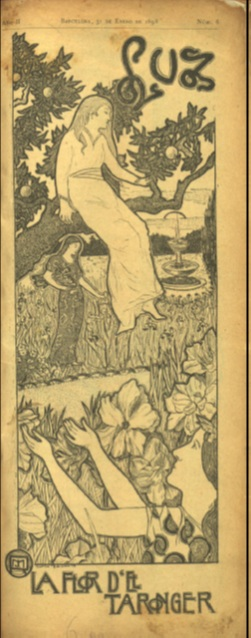
Primera època, número 6

### Segona època

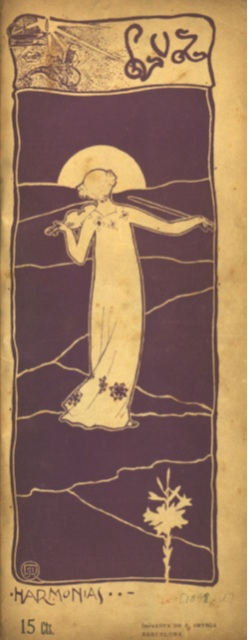
Segona època, número 1
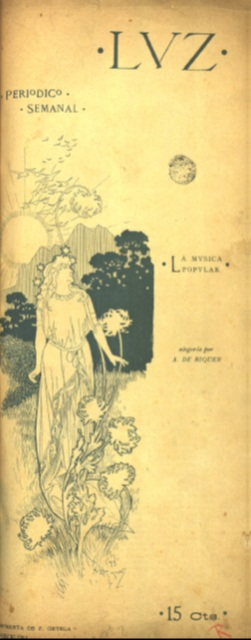
Segona època, número 2
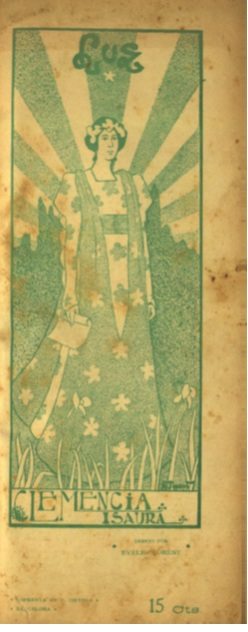
Segona època, número 3
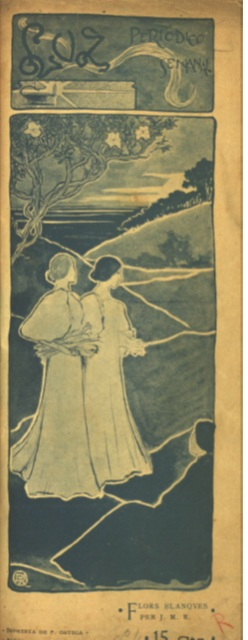
Segona època, número 4
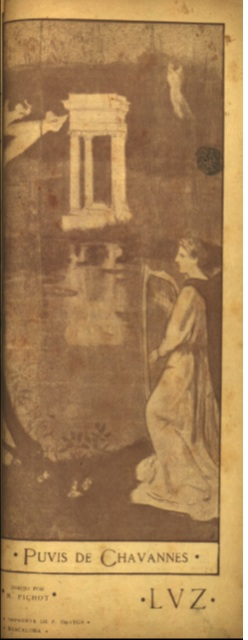
Segona època, número 5
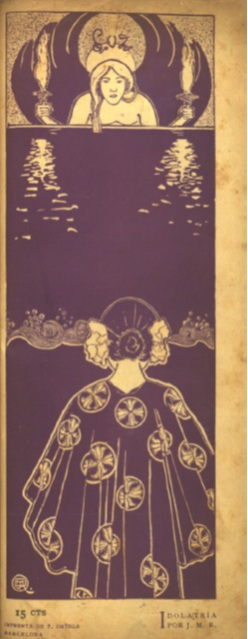
Segona època, número 6
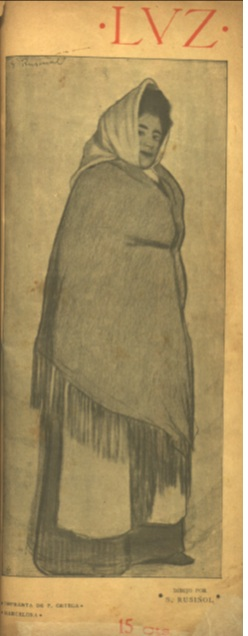
Segona època, número 7
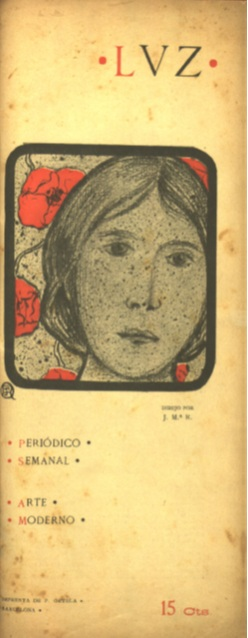
Segona època, número 8
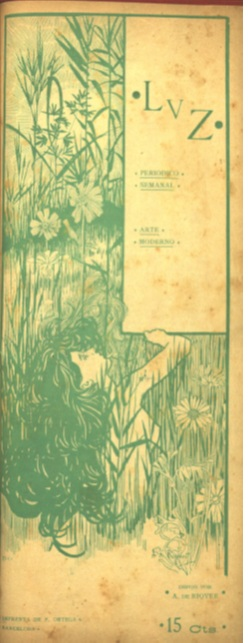
Segona època, número 9
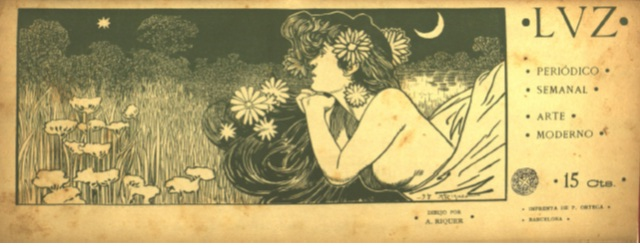
Segona època, número 10
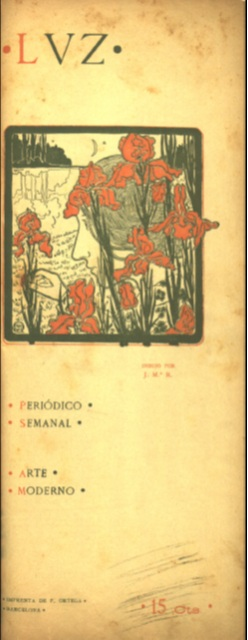
Segona època, número 11
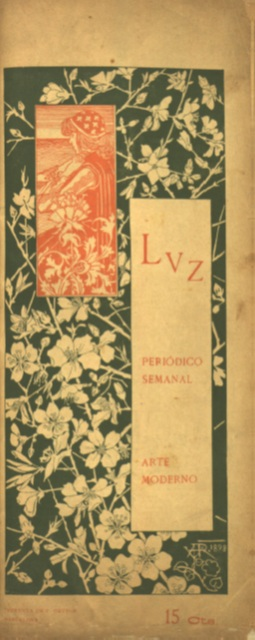
Segona època, número 12